# Willi Mittelstädt
Willi Mittelstädt (* 29. August 1947 in Ringenwalde) ist ein deutscher Politiker (AfD). Er war von 2016 bis 2021 Abgeordneter der AfD-Landtagsfraktion und Vizepräsident des Landtags von Sachsen-Anhalt.

## Leben

### Ausbildung und Privatleben
Er durchlief 1963 eine Berufsausbildung zum Betriebsschlosser. Zwischen 1964 und 1966 war Mittelstädt als Betriebsschlosser in einem Reparaturbetrieb in Neubrandenburg tätig. Nachdem er 1967 die zehnte Klasse an einer Abendschule nachgeholt hatte, arbeitete er zunächst als Schlosser und Schweißer und leistete anschließend bis 1969 den Grundwehrdienst in der Nationalen Volksarmee. 1974 schloss er ein Studium zum Ingenieur für Chemieanlagen- und Rohrleitungsbau sowie Wärme- und Kälteisolierung ab, nach Beendigung seines Studiums arbeitete er als Bauleiter und in der Produktionsleitung.
Von 1980 bis 2010 war er selbständig mit einem Handwerksbetrieb für Heizungs-, Klima- und Sanitärinstallation. Mittelstädt ist konfessionslos, verheiratet und hat ein Kind.

## Politik

### Politischer Werdegang
Mittelstädt war in der DDR Mitglied der SED.
2014 trat er in die AfD ein. Bei der Landtagswahl in Sachsen-Anhalt 2016 erreichte er mit 32,3 Prozent der Stimmen das Direktmandat im Wahlkreis Merseburg (Wahlkreis 39) und gehörte bis 2021 zur AfD-Fraktion im Landtag von Sachsen-Anhalt. Am 30. September 2016 wurde er als Nachfolger von Daniel Rausch – nach einem vergeblichen Versuch in der Landtagssitzung vom 2. September 2016 – von der Mehrheit der Abgeordneten zum Vizepräsidenten des Landtags von Sachsen-Anhalt gewählt. In dieser Funktion geriet er 2018 in die Kritik, nachdem er einer verbal ausfälligen Rede seines Parteikollegen Mario Lehmann, während der SPD, Linke und Grüne den Saal verließen, nicht durch einen Ordnungsruf entgegentrat. Nach der Wahlperiode trat Mittelstädt zur Wahl 2021 nicht wieder an.

### Politische Positionen
Im Wahlkampf 2016 beschwerte sich Mittelstädt darüber, von den „Eliten“ als „Pack“ und „Abschaum“ bezeichnet zu werden. Er stellte sich und die AfD als von „Eliten in Medien und Politik verhöhnte Patrioten, die furchtlos die Wahrheit sprechen“, dar. Man habe sich mit Kanzlerin Angela Merkel „in amerikanische Gefangenschaft begeben“.
Nach seiner Wahl 2016 plädierte er für eine stärker am Mittelstand orientierte Wirtschaftspolitik und gab seinen Zweifeln daran Ausdruck, dass muslimische Flüchtlinge "kompatibel" seien mit der deutschen Gesellschaft. Zugleich sagte er, dass er mit NPD-Mitgliedern nichts zu tun haben wolle, er sehe sich als Konservativen. 2018 beteiligte er sich an der Organisation einer Anti-Asyl-Veranstaltung in Merseburg, die sich gegen die Unterbringung von Geflüchteten im Ort richtete, er teilte dabei die Bühne mit dem Rechtsextremisten und Neonazi Sven Liebich.